# الأسبوع الوطني لمنع الانتحار
الأسبوع الوطني لمنع الانتحار (NSPW) هو حملة سنوية لمدة أسبوع في الولايات المتحدة لإعلام وإشراك المهنيين الصحيين والجمهور العام حول منع الانتحار وعلامات التحذير من الانتحار. من خلال لفت الانتباه إلى مشكلة الانتحار في الولايات المتحدة، تسعى الحملة أيضًا إلى الحد من وصمة العار المحيطة بالموضوع، بالإضافة إلى تشجيع متابعة المساعدة في مجال الصحة العقلية ودعم الأشخاص الذين حاولوا الانتحار.
وكجزء من الحملة، تقوم المنظمات الصحية بإجراء فحوصات الاكتئاب - بما في ذلك الاختبارات الذاتية والإدارة عبر الإنترنت - واحالة الأفراد المهتمين إلى رقم هاتف وطني مجاني. منذ عام 1975، تقام فعاليات توعية في NSPW على مدار الأسبوع الموافق لليوم العالمي لمنع الانتحار، والذي يتم الاعتراف به سنويًا في 10 سبتمبر. كانت مواعيد الدورة السنوية لهذا الأسبوع 41 في 2015 هي 6-12 سبتمبر.

## الخلفية
اعتبارًا من عام 2011، تقدر الجمعية الأمريكية لعلم الانتحار (AAS)، التي ترعى NSPW أن هناك أكثر من 4.6 مليون ناج من محاولة الانتحار في الولايات المتحدة. واعتبارًا من عام 2009، يعد الانتحار هو السبب الرئيسي الحادي عشر للوفاة في الولايات المتحدة سنويًا، مع 33000 حالة وفاة ناجمة عن ما يقرب من 1.8 مليون محاولة كل عام. يشير الباحثون إلى أن أكثر من 90 في المائة من الوفيات الانتحارية يعانون من الاكتئاب أو «مرض عقلي آخر يمكن تشخيصه أو اضطراب تعاطي المخدرات». وفقًا للرائد ديفيد رينولدز، رئيس علم نفس الصحة السريرية في مركز لاندستول الطبي الإقليمي، «الغالبية العظمى من الناس لا ينتحرون لأنهم يريدون أن يقتلوا أنفسهم، ولكن كوسيلة لإنهاء العذاب النفسي وعدم القدرة على التعامل مع مشاكلهم». ارتفعت معدلات الانتحار بين الشباب الذين تتراوح أعمارهم بين 15 و 24 عامًا بنسبة 136 في المائة من عام 1960 إلى عام 1980. يبقى الانتحار السبب الرئيسي الثالث للوفاة بين الأشخاص الذين تتراوح أعمارهم بين 12-24.

## إحصائيات
يشير تقرير للجيش الأمريكي لعام 2009 إلى أن عدد المحاربين القدامى في الجيش قد تضاعف لديهم معدل الانتحار لغير المحاربين القدامى، وأن الجنود الأكثر نشاطًا يموتون من الانتحار أكثر مما يموتون بالقتال في حرب العراق (2003-2011) والحرب في أفغانستان (2001–2021). وأشار الكولونيل كارل كاسترو، مدير الأبحاث الطبية التشغيلية العسكرية للجيش، «يجب أن يكون هناك تحول ثقافي في الجيش لجعل الناس يركزون بشكل أكبر على الصحة العقلية واللياقة البدنية».
معدلات الانتحار بين الشباب والبالغين من المثليات والمثليين ومزدوجي الميل الجنسي ومغايري الهوية الجنسية والاستجواب (LGBTQ) في الولايات المتحدة أعلى بثلاث مرات من المعدلات الوطنية. وفقًا لبعض الجماعات، يرتبط هذا بالثقافات غير المركزية و رهاب المثلية المؤسسي؛ في بعض الحالات، بما في ذلك استغلال المثليات والمثليين ومزدوجي الميل الجنسي ومغايري الهوية الجنسية كقضية إسفينية، كما هو الحال في الجهود المعاصرة لوقف تقنين الزواج من نفس الجنس. ويرتبط بالعديد من أنواع البلطجة، بما في ذلك البلطجة الإلكترونية بالانتحار من الشباب المثليين. كانت الفنانة الشهيرة ليدي غاغا مدافعة صريحة عن هذه القضايا، والتقت بالرئيس الأمريكي باراك أوباما لحثه على إعلان أن التنمر من هذا النوع هو جريمة كراهية.

## مشروع تريفور
تأسس مشروع تريفور في عام 1998 لمعالجة الانتحار بين الشباب المثليين، وقد جند مجموعة متنوعة من المشاهير، بما في ذلك إلين دي جينيريس، دانيال رادكليف، نيل باتريك هاريس، جيمس مارسدن، كريس كولفر، كيم كارداشيان، دارين كريس، ديانا أغرون، جورج تاكي، وأندرسون كوبر. يستخدمون NSPW لإطلاق مبادرات وحملات جديدة باستخدام مؤيديهم المشاهير.
تم إنشاء المشروع من قبل صانعي الأفلام في تريفور الحائزين على جائزة الأوسكار، عن صبي يبلغ من العمر ثلاثة عشر عامًا يحاول الانتحار عندما يرفضه أصدقاؤه بسبب نشاطه الجنسي. ويواجهون نفس النوع من الأزمات التي يواجهها تريفور، ولم يجدوا خط مساعدة للشباب، فأنشأوا واحدًا.
الآن خط تريفور لايف لاين هو خط المساعدة الوحيد على الصعيد الوطني، الذي يعمل على مدار الساعة والوقاية من الانتحار للشباب المثليين.